# Gornja Ljubata
Gornja Ljubata (cyr. Горња Љубата) – wieś w Serbii, w okręgu pczyńskim, w gminie Bosilegrad. W 2011 roku liczyła 296 mieszkańców.